# Wapen van Zutphen
Het wapen van Zutphen toont op een blauw veld de dubbelstaartige gouden leeuw, die de leeuw van Gelre voorstelt. Op de onderste helft staat het ankerkruis op zilver, het embleem voor Hanzestad. Het schild wordt gehouden door twee klimmende leeuwen en is gekroond met een markiezenkroon, de leeuwen zijn gekroond met een gravenkroon. De beschrijving luidt:
"Doorsneden : I in azuur een gekroonde, dubbelstaartige gaande leeuw van goud, getongd en genageld van keel, II in zilver een ankerkruis van keel. Het schild gedekt met een gouden kroon van 5 bladeren en gehouden door 2 gekroonde dubbelstaartige leeuwen van goud, getongd en genageld van keel."

## Geschiedenis
In 1978 werd het wapen gewijzigd. De beschrijving van 20 juli 1816 was:
"Coupé, het eerste van lazuur beladen met een staande leeuw van goud; het tweede van zilver beladen met een geankerd kruis van keel. Het schild gedekt met eene kroon met 5 fleurons, alles van goud, en vastgehouden door 2 klimmende leeuwen in hunne natuurlijke kleur."
Opvallende verschillen zijn; de staande leeuw die geheel van goud en de schildhouders die natuurlijk van kleur en aanziend zijn. Tevens wordt in de beschrijving van 1816 geen melding gemaakt van dubbele staarten. De begeleidende tekening (bewaard in het register van de Hoge Raad van Adel) wijkt af van de beschrijving., de schildhouders lijken daarentegen op de tekening eerder goudkleurig, dan een natuurlijke kleur. Op de tekening in het register staan de schildhouders half getekend, zodat het ongewis blijft of deze een enkele of dubbele staart hebben. Het grootste bezwaar was de staande leeuw op het schild zelf. Op grond dat oude afbeeldingen steeds vaker een gaande leeuw lieten zien werd bij Koninklijk Besluit van 28 januari 1978 een nieuw gecorrigeerd wapen verleend. De leeuw moest weer een Gelderse leeuw zijn, dubbelstaartig met rode tongen en nagels. Het schild is gedekt met een markiezenkroon.
Het huidige wapen is overigens niet het oudste wapen van Zutphen. Vanaf 1267 tot 1343 voerde de stad een wapen gelijk aan dat van de Gelderse landheer, sinds Otto II tot de verheffing naar hertog van Reinald II. Een blauw schild bezaaid met gouden blokjes met daarop een gouden leeuw. In Gelderland voerden opvallend veel steden het wapen van hun landsheer. In Zutphen werd de nieuwe leeuw met het ankerkruis in de schildvoet ingevoerd in 1339. De kleuren zijn niet altijd hetzelfde geweest. Op het dubbelportret van Philips de Schone en Margaretha van Oostenrijk staat een rode leeuw op een zilveren veld, in de schildvoet een gouden kruis op een blauw veld. Het zijn de kleuren van het graafschap Zutphen. Deze zijn nog te zien op de wapentoren van Innsbruck, op de graftombe van Maria van Bourgondië en op de wapentoren van Vöcklabruck. De Bourgondiërs gebruikten het stadswapen als aanduiding van het graafschap. De stad Zutphen zegelde met het stadswapen. Willem van Berchen schreef in een Gelderse kroniek omstreeks 1480 dat het stadswapen was aangepast aan de kleuren van het graafschap. Willem van Kleef voerde voor het graafschap Zutphen uitsluitende een rode leeuw op een zilveren veld, zonder het ankerkruis in de schildvoet. Het wapen van het graafschap Zutphen is nog altijd aanwezig boven de ingang van het stadhuis.